# عدسة جوجل
عدسة جوجل أو جوجل لنس أو جوجل لنز (بالإنجليزية: Google Lens)‏ هو عبارة عن تقنية للتعرف على الصور تم تطويرها بواسطة جوجل، صُمِّمت لإحضار المعلومات ذات الصلة المتعلقة بالكائنات التي تحددها باستخدام التحليل البصري المستند إلى شبكة عصبية، وتم تقديمه في 4 أكتوبر عام 2017 كتطبيق مستقل، ثم دُمج لاحقًا في تطبيق الكاميرا القياسي في نظام الأندرويد.

## الميزات
عند توجيه كاميرا الهاتف إلى شيء ما، سيقوم جوجل لنز بالتعرف على هذا الشيء من خلال قراءة الباركود ورموز QR والتسميات والنص وتقوم بعرض نتائج البحث والمعلومات ذات الصلة. على سبيل المثال، عند توجيه كاميرا الجهاز إلى ملصق Wi-Fi يحتوي على اسم الشبكة وكلمة المرور، سيتم الاتصال تلقائيًا بمصدر Wi-Fi الذي تم فحصه. تم دمج Lens أيضًا مع تطبيق صور جوجل ومساعد جوجل، تشبه هذه الخدمة خدمة Google Goggles، وهو تطبيق سابق كان يعمل بشكل مشابه ولكن بقدرات أقل.
تستخدم Lens إجراءات أكثر عمقًا للتعلم العميق من أجل تمكين قدرات الكشف، على غرار التطبيقات الأخرى مثل بيكسبي (لأجهزة سامسونغ التي تم إصدارها بعد 2016) ومجموعة أدوات تحليل الصور (متوفرة على جوجل بلاي)، أعلنت جوجل عن أربع ميزات جديدة؛ سيتمكن البرنامج من التعرف على العناصر الموجودة في القائمة والتوصية بها، وسيكون لديه القدرة أيضًا على حساب النصائح وتقسيم الفواتير، وإظهار كيفية إعداد الأطباق من وصفه، ويمكن استخدام تحويل النص إلى كلام.

## الخدمات
تقدم تقنية غوغل لنس العديد من الخدمات ومنها:
- الترجمة: يمكنك توجيه هاتفك إلى نص، ومن خلال توصيل مترجم غوغل، يمكنك ترجمة النص مباشرة أمام عينيك. يمكن أن يعمل هذا أيضًا في وضع عدم الاتصال.
- التحديد الذكي للنص: يمكنك توجيه كاميرا هاتفك إلى نص، ثم تمييز هذا النص داخل الخدمة ونسخه لاستخدامه على هاتفك. لذلك، على سبيل المثال، تخيل توجيه هاتفك إلى كلمة مرور Wi-Fi والقدرة على نسخها / لصقها في شاشة تسجيل دخول Wi-Fi.
- البحث الذكي عن النص: عند تمييز النص في Google Lens، يمكنك أيضًا البحث في هذا النص باستخدام غوغل. هذا مفيد إذا كنت تريد البحث عن تعريف للكلمة
- التسوق: إذا رأيت فستانًا يعجبك أثناء التسوق، فيمكن لـ Google Lens التعرف على تلك القطعة وما شابهها من الملابس. يعمل هذا مع أي عنصر يمكنك التفكير فيه، أو الوصول إلى التسوق أو التعليقات.
- أسئلة واجبات غوغل المنزلية: حيث يمكنك فقط مسح السؤال ومعرفة ما يأتي به Google.
- البحث من حولك: عند توجيه الكاميرا من حولك، فستكتشف خدمة غوغل لينس محيطك وتتعرف عليه. قد تكون هذه تفاصيل حول معلم أو تفاصيل حول أنواع الطعام - بما في ذلك الوصفات.

## وصلات خارجية
- عدسة جوجل على موقع Google Play (الإنجليزية)